# Halldór Ásgrímsson
Halldór Ásgrímsson (8. září 1947, Vopnafjörður – 18. května 2015, Reykjavík) byl islandský premiér. Úřad zastával od 15. září 2004 do 5. června 2006, kdy odstoupil v reakci na neúspěch Pokrokové strany (islandsky Framsóknarflokkurinn) v komunálních volbách; předtím řídil vícero ministerstev.
Zemřel v květnu 2015 v nemocnici v Reykjavíku na infarkt myokardu.

## Mládí
Halldór vystudoval účetnictví na Bifröstské univerzitě a roku 1970 se stal veřejným účetním. Později promoval z obchodních studií na univerzitách v Bergenu a Kodani. Od roku 1973 do roku 1975 přednášel na Islandské univerzitě.

## Politická kariéra
V letech 1974–1978 a 1979–2003 zastupoval v Althingu východní volební obvod; v roce 2003 byl pak zvolen jako zástupce reykjavíkského severního volebního obvodu. Během této doby působil na mnoha ministerských postech: od 1983 do 1991 byl ministrem rybolovu, od 1988 do 1989 ministrem spravedlnosti a pro církevní záležitosti, od 1985 do 1987 a od 1995 do 1999 ministrem pro severskou spolupráci a od 1995 do 2004 ministrem zahraničí. V 2004 si 15. září vyměnil post s Davíðem Oddssonem, vůdcem Strany nezávislosti: Davíð se stal ministrem zahraničí, Halldór premiérem.
Po debaklu Pokrokové strany v místních volbách Halldór 5. června 2006 rezignoval; novým premiérem se 15. června stal Geir Haarde, ministr zahraničí. Následně na sjezdu strany v srpnu 2006 Halldór ukončil svoji politickou kariéru; novým vůdcem Pokrokové strany byl zvolen Jón Sigurðsson, ministr průmyslu, energetiky a turistického ruchu.
Dne 31. října 2006 byl Halldór zvolen generálním sekretářem Severské ministerské rady. Halldór Ásgrímsson byl též čestným členem Mezinárodní nadace Raoula Wallenberga.

## Vyznamenání
- rytíř Řádu islandského sokola – Island, 17. června 1991[1]
- velkokříž Norského královského řádu za zásluhy – Norsko, 1997
- komtur s hvězdou Řádu islandského sokola – Island, 17. června 2000[2]
- velkokříž Řádu islandského sokola – Island, 11. března 2005[3]
- komtur Řádu za zásluhy Polské republiky – Polsko, 2012[4]